# Hypocepheus helveticus
Hypocepheus helveticus är en kvalsterart som beskrevs av Sandór Mahunka och Luise Mahunka-Papp 2002. Hypocepheus helveticus ingår i släktet Hypocepheus och familjen Cepheidae. Inga underarter finns listade i Catalogue of Life.